# Sektion Planung und Strategie der Schweizerischen Bundeskanzlei
Die Sektion Planung und Strategie ist eine Sektion der schweizerischen Bundeskanzlei.

## Aufgaben
In Zusammenarbeit mit den Departementen erstellt die Sektion Planung und Strategie die Planungs- und Rechenschaftsberichte des  Bundesrates.
Sie ist verantwortlich für das
- erstellen der Legislaturplanung;
- erstellen der Jahresziele;
- erstellen des Geschäftsberichtes;
- erstellen der Lage- und Umfeldanalyse

Ausserdem ist sie für die Führung des Sekretariats der Generalsekretärenkonferenz verantwortlich.
Sie prüft die Bundesratsgeschäfte auf Übereinstimmung der aktuellen und geplanten Gesamtpolitik.

## Aktuelle Publikationen
(Quelle:)
- Perspektiven
- Legislaturplanung
- Legislaturindikatoren
- Jahresziele
- Geschäftsberichte des Bundesrats
- Wirtschaftszenarien
- Bericht Motionen und Postulate